# コロール州

コロール州

コロール州（State of Koror）は、パラオ共和国の州である。州都コロールはパラオ最大の都市であり、2006年10月まではパラオの首都であった。人口は11,400人（2020年）で、パラオの人口の半数以上がコロール州に集中している。
コロール島を本島としており、そのほかにもアラカベサン島、マラカル島などと接続されている。このうちコロール島が人口10,000以上であり、アラカベサン島は人口が1,000人を超えている。マラカル島(Malakal)にはコロール州の主要港がある。
州南西部には島が多く存在しロックアイランドと呼ばれているが、その多くが無人島である。ウルクターブル島、マカラカル島などは周囲がダイビングスポットとしてよく知られている。
パラオで最大の島であるバベルダオブ島とは、KBブリッジ（Koror-Babeldaob Bridge、正式名称「日本・パラオ友好の橋(Japan-Palau Friendship Bridge)｣）という橋で繋がっている。KBブリッジのバベルダオブ島側は、ロマン・トメトゥチェル国際空港があるアイライ州であり、同島には首都であるマルキョク州もあって、この橋は交通の要所になっている。

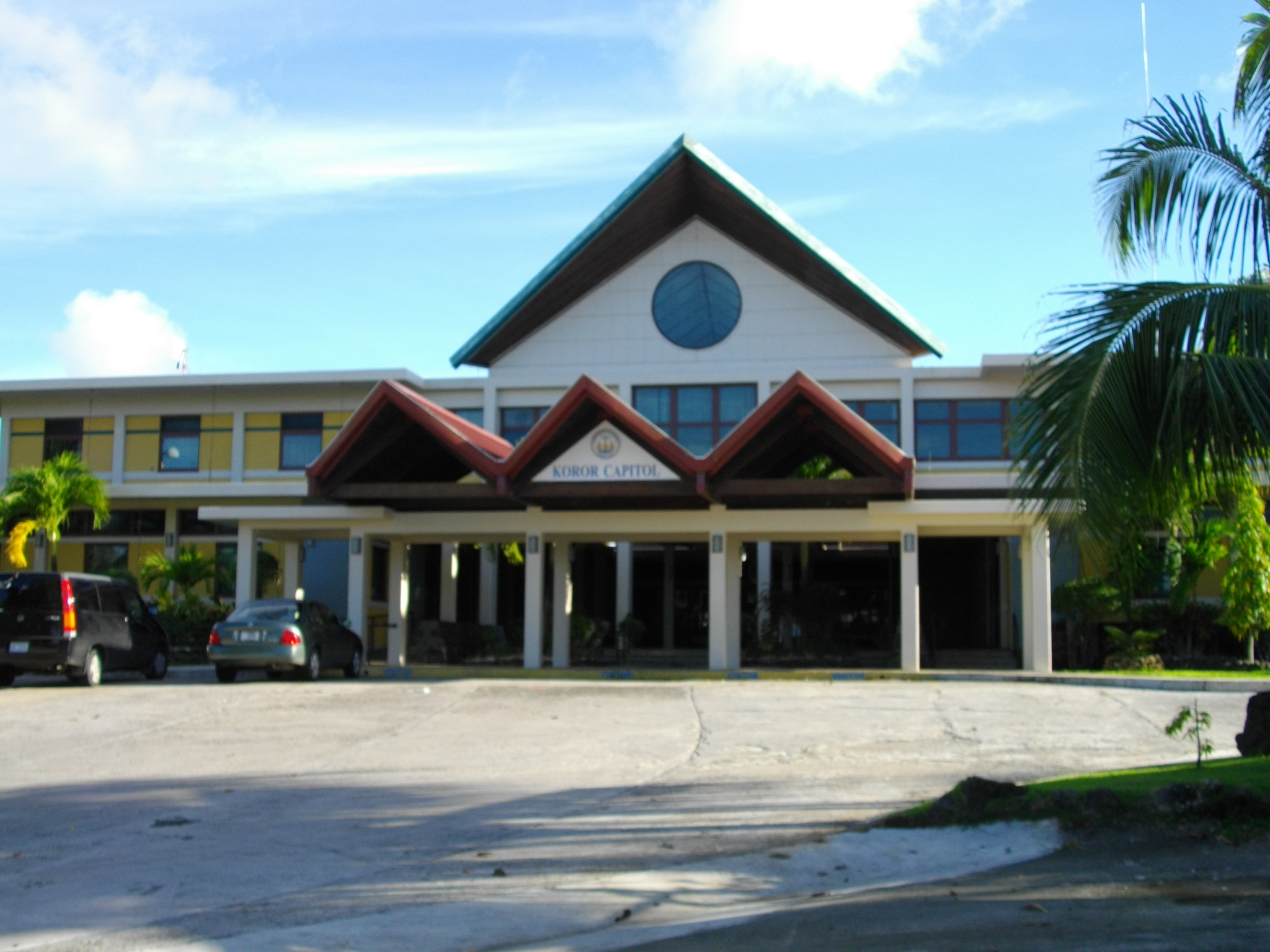
コロール州政府庁舎